# Gertrude Neumark
Pour les articles homonymes, voir Neumark et Rothschild.
Gertrude Fanny Neumark, également connue sous le nom de Gertrude Neumark Rothschild (née le 29 avril 1927 à Nuremberg et morte le 11 novembre 2010 à Rye (New York)), est une physicienne américaine, connue pour son travail en science des matériaux et en physique des semi-conducteurs notamment sur les propriétés optiques et électriques des semi-conducteurs à large bande et leurs dispositifs électroluminescents.

## Vie privée
Neumark naît à Nuremberg, en Allemagne, en 1927. Sa famille, de confession juive, quitte l'Allemagne en 1935. Les papiers de naturalisation de son père, Sigmund, indiquent qu'elle est arrivée avec lui et sa mère Bertha à Miami en provenance de Cuba, le 3 janvier 1940. Il indique que Cuba est leur dernier lieu de résidence.
Neumark obtient un BA summa cum laude en Chimie du Barnard College en 1948 et un MA de Chimie du Radcliffe College l'année suivante. Elle termine son doctorat de Chimie à l'Université Columbia en 1951; sa thèse s'intitule « Approximation libre des nuages pour les calculs orbitaux moléculaires ».
Elle décède le 11 novembre 2010, à 83 ans, des suites d'une insuffisance cardiaque.

## Carrière
Après son doctorat, elle rejoint les Laboratoires de Recherche Sylvania à Bayside (New York) en tant que physicienne principale. Puis en 1960, elle travaille aux Laboratoires Philips, à Briarcliff Manor, où elle travaille jusqu'en 1985. Elle est élue membre de la Société américaine de physique en 1982. De 1982 à 1985, elle est professeur adjoint en sciences des matériaux à l'Université Columbia puis professeur ordinaire en sciences des matériaux à partir de 1985.

## Recherche & brevets
Dans les années 1980, Neumark commence à étudier les propriétés optiques des semi-conducteurs à large bande et développe des diodes capables d'utiliser la plage supérieure du spectre et de servir de source lumineuse supérieure. Les nouvelles LED à courte longueur d'onde, émettant de la lumière bleue, verte, violette et ultraviolette, se révèlent être écoénergétiques, fiables et de longue durée tandis que les diodes laser à courte longueur d'onde peuvent stocker beaucoup plus d'informations de manière plus compacte. Cette nouvelle technologie se prête à une grande variété d'applications, des panneaux d'affichage et des feux de signalisation aux appareils mobiles portables et aux lecteurs DVD haute définition. Ses recherches aboutissent à de remarquables progrès dans le domaine de l'électronique, notamment grâce à l'utilisation des LED bleues, vertes et ultraviolettes comme composants communs en électronique.
Neumark dépose un certain nombre de brevets dans la technologie des semi-conducteurs à large bande mais doit lutter pour faire reconnaître son travail. Elle intente des poursuites contre plusieurs sociétés d'électronique, notamment la société Philips Lumileds Lighting Company, Epistar, Toyoda Gosei et Osram en 2005 pour l'utilisation abusive de ses patentes, poursuites qui seront réglées à l'amiable. En 2008, Neumark dépose une plainte visant à bloquer les importations aux États-Unis d'une gamme de produits qui, selon elle, portent atteinte à ses brevets sur la technologie des semi-conducteurs à large bande. Les sociétés finiront par acheter des licences sur ses brevets.